# Francisco Antonio Zea
Juan Francisco Antonio Hilarión Zea Díaz (Medellín, 21 de octubre de 1766-Bath, 28 de noviembre de 1822) fue un científico, político, periodista y diplomático colombiano.

## Formación
Hizo sus primeros estudios en su ciudad natal.  Para su educación secundaria viajó a la ciudad de Popayán, al Real Colegio y Seminario de Popayán, que culminó en 1785.  Al año siguiente fue a la capital del Virreinato, Santafé, para estudiar Jurisprudencia en el Colegio Mayor de San Bartolomé.  No culminó sus estudios, pues por recomendación de José Celestino Mutis, Director de la Real Expedición Botánica del Nuevo Reino de Granada, fue nombrado en 1791 como agregado de la misma. 

## Actividad científica
En 1805 como director del Real Jardín Botánico de Madrid publica en el Semanario de agricultura y artes la noticia de la plantación de árboles con carácter festivo en Villanueva de la Sierra dando pública fe de la celebración del primer Día del Árbol en el mundo. La publicación de este semanario, de la que él era el director, representó uno de los máximos exponentes de la ilustración española. Escribieron en el Semanario los más relevantes científicos e ingenieros españoles y extranjeros que difundieron las últimas teorías sobre agricultura, artesanía y usos domésticos cotidianos, con análisis y teorías de corte preindustrial. Junto a ellos los párrocos e intelectuales locales, a través de la correspondencia, contribuían a completar los contenidos. 

## Patriota
En 1815 salió hacia la Jamaica británica donde se une a la causa republicana, entrevistándose con Simón Bolívar en Kingston. Luego se dirigen a Haití donde con el apoyo del presidente Petion se organiza la expedición de Los Cayos para invadir Venezuela. El 12 de febrero de 1816 Bolívar lo nombró intendente de Hacienda de los Estados de la Confederación de la Nueva Granada y Venezuela. El 3 de mayo de 1816 las fuerzas expedicionarias  al mando de Bolívar desembarcan en la isla de Margarita, en la que el 7 del mismo mes una asamblea encabezada por el general Juan Bautista Arismendi, ratifica los poderes especiales conferidos a Bolívar en Los Cayos. Luego de esta ratificación, las fuerzas expedicionarias de Bolívar pasan a Carúpano, donde finalmente desembarcan y proclaman la abolición de la esclavitud. La flotilla navega hasta Ocumare de la Costa donde los patriotas son derrotados por los realistas. Bolívar huye a Haití. En el mes de octubre de 1816 los jefes patriotas tras la victoria en la batalla de El Juncal acordaron pedirle a Bolívar que regresara nuevamente y designaron a Zea para que se trasladara a Haití y le diera al Libertador las buenas nuevas. Es así como el 21 de diciembre de 1816 salió de Haití, con un rumbo fijo, regresar a Venezuela y liberarla del yugo del Imperio español. En el segundo intento de invasión el 8 de mayo de 1817 lo nombraron en el Congreso de Cariaco suplente de Bolívar. Tras la batalla de San Félix el 19 de julio de 1817, juntos conquistaron Angostura y la provincia de Guayana. Zea participó activamente en la instalación del Congreso de Angostura en 1819. Siendo nombrado presidente del congreso fue testigo de la creación de la Republics de Colombia. Durante su mandato actuó en favor de la administración del  ejército libertador. El 22 de noviembre, cuando Bolívar y Santander se fueron a combatir al pacificador Pablo Morillo en la Nueva Granada, Zea fue nombrado vicepresidente encargado  como ejecutor de proyectos civiles. El general Santiago Mariño, para entonces diputado del Congreso de Angostura, presionó a los parlamentarios, con apoyo del pueblo que en tumulto agitado había invadido las afueras y espacios adyacentes al salón de sesiones, para que nombraran al general Juan Bautista Arismendi, Vicepresidente en sustitución del doctor Zea y a él, a Mariño, Jefe del Ejército en sustitución de Bermúdez y Urdaneta. El Congreso de Angostura cedió a la presión tumultuosa y a las maniobras de Mariño por lo que el vicepresidente Zea no le quedó más alternativa que renunciar en aras de la paz pública y aguardar el regreso del Libertador que se hallaba en campaña por la Nueva Granada.
Después de las batallas del Pantano de Vargas y de Boyacá, el 17 de diciembre de 1819, el Congreso de Angostura declaró formalmente creada la República de Colombia. La iniciativa de Simón Bolívar fue aprobada, aunque esta liberación no alcanzó a Pasto, Santa Marta ni a Panamá. Zea era presidente del congreso y luego es nombrado vicepresidente de Colombia.
Ese día Zea exclamó: La República de Colombia queda constituída. ¡Viva la República de Colombia!.

## Proyecto de Confederación del Imperio español
Durante el lapso del Trienio Liberal, Francisco Antonio Zea llegó a Londres el 16 de junio de 1820. Cuatro días después, ante una filtración del plan que Bolívar le había encomendado en secreto, se vio obligado a desmentir públicamente «los rumores de reconciliación con la España». Sin embargo, el 7 de octubre de 1820 desveló al Bernardino Fernández de Velasco, Duque de Frías y embajador plenipotenciario del rey Fernando VII ante la Gran Bretaña, el «Plan de reconciliación y proyecto de Confederación Hispánica», afirmando que consistía en «la reconciliación y reunión de nuestra gran familia (hispánica) discorde y dispersa, la regeneración completa de la monarquía y creación de un nuevo imperio».
Zea, consciente de la importancia histórica de la misión que le había encomendado el Libertador, enfatizó que la motivación última de la propuesta era la de construir un imperio Federación con capital en Madrid que salvara la unidad de España con el Nuevo Mundo. En este sentido, Zea le dijo a Frías: «Se trata nada menos que de sustituir el espíritu de repulsión y de divergencia que va separando de la monarquía a tantos pueblos y que acabará por separarlos a todos, por otro espíritu de atracción y de convergencia que, concentrándolos en la metrópolis, constituya un fuerte y poderoso Imperio federal sobre un principio idéntico al que fue constituido el universo para conservarse inalterable». El embajador, que portaba «poderes en blanco» firmados por Bolívar, manifestó también al embajador que el plan que le proponía debía ser realizado con «infinita urgencia», porque era la única forma de «terminar con las disensiones de la familia en el seno de la familia misma, antes que otros acabasen de decidirse a intervenir en ellas».
Zea contó al duque de Frías que el objetivo de su vida era «ver abrazarse los pueblos de América y de España para que volviesen a llamarse hermanos» y, como prueba de su seriedad, se ofreció él mismo como garantía: «Ofrezco desde ahora, bajo el más solemne juramento, constituirme no digo prisionero, pero sí presidiario en Ceuta o en el Peñón hasta que la experiencia haya acreditado el acierto de esta operación vital».
La base de la Confederación Hispánica era el reconocimiento explícito, por parte de la monarquía, de las regiones que ya habían declarado su independencia. Se constituiría entonces un imperio compuesto de repúblicas reunidas bajo la presidencia de una monarquía constitucional. Zea proponía reconstruir la unidad del Imperio a través de la constitución una unión aduanera con tarifa externa común entre todos los miembros de la Confederación. Existiría libertad de comercio dentro de los marcos del Imperio y proteccionismo económico contra terceros Estados —es decir, Gran Bretaña— para construir un mercado nacional único que permitiera el desarrollo de la industria. Todo español que se radicase en América adquiriría automáticamente los derechos de ciudadano americano, y viceversa. En caso de guerra, se prestarían auxilio recíproco todas las partes de la Confederación. Una Dieta confederal sería el supremo Parlamento del Imperio hispanocriollo.
El 9 de octubre, el embajador español envió el proyecto de Zea al primer secretario del despacho, don Evaristo Pérez Castro. «El 9 de noviembre, por correo extraordinario, Pérez Castro contestó a Frías. Luego de informado Fernando VII al respecto y haberse debatido por el Gobierno las proposiciones del señor Zea, las mismas se han hallado inadmisibles». El rey no aceptaba el proyecto porque no satisfacía sus ideas de absolutismo, mientras que las Cortes Generales declinaron igualmente en la creencia de que el futuro del período liberal terminaría por reconciliar a las naciones hispánicas de vuelta al imperio español una vez no hubiera motivos de insatisfacción. Debido al posterior derrocamiento del gobierno liberal por parte de Fernando VII y los Cien Mil Hijos de San Luis, esta resolución jamás sucedió.

## Vida posterior y muerte
Zea regresó a Inglaterra en junio de 1822 con el objetivo de adquirir un préstamo de cinco millones de libras esterlinas. Zea pudo obtener apoyo para la causa independiente de muchos británicos simpatizantes que se autodenominaban Amigos de la Independencia Sudamericana, entre ellos algunas figuras notables como el general Gregor MacGregor; Edward Adolphus St Maur, 11.º duque de Somerset; Sir James Mackintosh; Henry Petty-Fitzmaurice, 3. marqués de Lansdowne; William Wilberforce; Sir Benjamin Hobhouse; John Diston Powles y varios otros miembros del Parlamento británico dispuestos a financiar el socavamiento del Imperio Español, que el 10 de julio de 1822 en la Taberna de la Ciudad de Londres le habían ofrecido una cena en su honor y la de Colombia como una forma de mostrar apoyo y obtener el crédito que tanto necesitaban. Sin embargo, Zea nunca vio la conclusión de su misión porque murió poco después.
Zea murió en Bath, Reino Unido, el 28 de noviembre de 1822 a los 56 años. El 4 de diciembre fue enterrado en la abadía de San Pedro y San Pablo en Bath.